# Demonax stigma
Demonax stigma là một loài bọ cánh cứng trong họ Cerambycidae.